# Fernando Correa (Radsportler)
Fernando Correa (* 10. Februar 1961 in Aragua) ist ein ehemaliger venezolanischer Radrennfahrer.

## Sportliche Laufbahn
Correa war im Straßenradsport aktiv. Er war Teilnehmer der Olympischen Sommerspiele 1984 in Los Angeles. Im olympischen Straßenrennen kam er auf den 51. Rang. 1986 gewann er das Straßenrennen der Männer bei den Zentralamerika- und Karibikspielen. Bei den Panamerikanischen Spielen 1983 in Caracas gewann er die Bronzemedaille im Mannschaftszeitfahren. 1986 siegte er im Prolog und auf einer Etappe der Vuelta al Táchira. 1987 wurde er Zweiter der Rundfahrt hinter Elio Villamizar und holte einen Etappensieg. 1985 war er bereits Zweiter geworden. 1987, 1989 und 1991 gewann er erneut Etappen in diesem Rennen. 1990 gewann er das Etappenrennen Vuelta a la Independencia Nacional in der Dominikanischen Republik.